# Lori (provincie)
Lori (Armeens: Լոռի; [lɔˈri]ⓘ) is een van de provincies ("marz") van Armenië en ligt in het noorden van het land, grenzend aan Georgië. De hoofdstad van de provincie is Vanadzor, de derde stad van het land.
In de provincie liggen de historische relevante Kloosters van Haghpat en Sanahin, beide geplaatst op de Werelderfgoedlijst van de UNESCO.
Lori grenst aan de volgende provincies:
- Tavoesj - oosten
- Kotajk - zuidoosten
- Aragatsotn - zuidwesten
- Sjirak - westen

## Demografie
Lori telt ongeveer 221.100 inwoners in 2016, waarvan 130.800 in stedelijke nederzettingen en 90.300 in dorpen op het platteland. In 2012 woonden er nog ongeveer 234.700 inwoners, waarvan 137.200 in stedelijke gebieden en ongeveer 97.500 in dorpen op het platteland. In 2001 woonden er zelfs 286.400 mensen in de province Lori. De bevolking daalt dus sneller dan de rest van Armenië. 
Het geboortecijfer bedraagt 13,5‰ in 2016. Het sterftecijfer bedraagt 12,9‰ in dezelfde periode. De natuurlijke bevolkingstoename bedraagt ongeveer +0,7‰. Toch daalt de bevolking in een rap tempo vanwege emigratie.